# 더 터닝
《더 터닝》(영어: The Turning)은 2020년 개봉한 미국의 공포 영화이다. 헨리 제임스의 공포 소설 《나사의 회전》(1898)을 원작으로 하며, 플로리아 시지스몬디가 감독하고 매켄지 데이비스, 핀 울프하드, 브루클린 프린스, 조엘리 리처드슨이 출연한다.

## 줄거리
페어차일드 저택 입주 가정교사 제슬 양이 한 남성에게 공격 당한다. 얼마 후인 1994년 7살 플로라 페어차일드의 새 가정교사로 케이트가 들어온다. 관리인 그로스 부인은 플로라가 저택 출입구 부근에서 부모님이 교통사고로 사망하는 장면을 직접 목격했다는 걸 알려준다. 한편 플로라의 오빠 마일스는 같은 기숙학교생의 목을 조르는 바람에 퇴학 당해 집으로 돌아온다.
케이트는 얼마 전에 승마 강사 퀸트가 음주 중에 말을 타다가 떨어져 사망했다는 걸 알게 되고, 제슬 양과 퀸트의 환영을 보기 시작한다. 케이트의 어머니 달라는 망상증에 시달린 끝에 정신병원에 입원한 상태인데, 그로스 부인은 케이트가 이런 기질을 물려받지 않았길 빈다고 말한다.
케이트는 제슬 양의 시신을 연못에서 발견하고, 퀸트가 제슬 양을 강간하고 목을 조르는 환상을 본다. 그런데 그로스 부인은 그 사실을 이미 알고 있었으며, 그래서 자신이 퀸트가 확실히 죽도록 조치했음을 암시한다. 퀸트의 유령은 이런 그로스 부인을 계단 난간 너머로 밀어 살해하는데...

## 출연
- 매켄지 데이비스 - 케이트 맨덜 역
- 핀 울프하드 - 마일스 페어차일드 역
- 브루클린 프린스 - 플로라 페어차일드 역
- 조엘리 리처드슨 - 달라 맨덜 역
- 마크 휴버먼 - 버트 역
- 나이얼 그레그 풀턴 - 피터 퀸트 역
- 바버라 마튼 - 그로스 부인 역
- 데나 톰슨 - 제슬 양 역
- 캐런 이건 - 낸시 역